# Seved Johnson
Paul Seved Emanuel Johnson, född 22 oktober 1919 i Hässleholm, död 24 november 2007 i Östra Torns församling, Lund, var en svensk arkivarie.
Johnson blev filosofie doktor vid Göteborgs universitet 1957 på avhandlingen Sverige och stormakterna 1800–1804: studier i svensk handels- och utrikespolitik. Han blev arkivarie vid landsarkivet i Uppsala 1958 och var landsarkivarie i Lund 1961–1984. Han författade även småskrifter rörande ämnen i den sengustavianska tidens historia samt skrifter i arkivhistoriska ämnen. Johnson är begravd på Norra kyrkogården i Lund.